# توبوليف تو-4
توبوليف تو-4 هي قاذفة قنابل إستراتيجية سوفيتية الصنع، خدمت في القوات الجوية السوفيتية خلال الفترة من 1940 إلى منتصف الستينات. يعود تصميم القاذفة إلى استخدام الهندسة العكسية على القاذفة الأمريكية بوينغ سي-97 سترتوفريتر (القلعة السوبر).

## المواصفات
الخصائص العامة
- الطول:  ()
- باع الجناح:  ()
- الارتفاع:  ()

الأداء